# Itō Hiroki (cầu thủ bóng đá, sinh 1999)
Itō Hiroki (伊藤 洋輝 (Y-Đằng Dương-Huy) sinh ngày 12 tháng 5 năm 1999) là một cầu thủ bóng đá chuyên nghiệp người Nhật Bản hiện đang thi đấu ở vị trí trung vệ hoặc hậu vệ trái cho câu lạc bộ Bundesliga Bayern München và đội tuyển bóng đá quốc gia Nhật Bản.

## Sự nghiệp câu lạc bộ

### Júbilo Iwata và Nagoya Grampus
Sau khi gắn bó với đội trẻ của Júbilo Iwata, Hiroki Itō được đôn lên đội một vào năm 2018. Anh ra mắt cho Júbilo Iwata với tư cách là một cầu thủ chuyên nghiệp vào tháng 3 năm 2018 tại J.League Cup và sớm ra mắt lần đầu tiên tại J1 League vào tháng 8 năm 2018. Năm 2019, anh gia nhập câu lạc bộ Nagoya Grampus theo dạng cho mượn và ra sân chín lần trên mọi đấu trường cho Nagoya Grampus.

### Stuttgart
Vào tháng 6 năm 2021, Itō gia nhập câu lạc bộ VfB Stuttgart tại Bundesliga theo dạng cho mượn và được đội cho thi đấu với đội thứ hai tại Regionalliga Südwest. Tuy nhiên, anh ngay lập tức được huấn luyện viên Pellegrino Matarazzo đôn lên đội một và ra mắt lần đầu tiên cho đội một trong chiến thắng 6–0 trên sân khách trước BFC Dynamo tại DFB-Pokal. Vào ngày 26 tháng 11 năm 2021, anh ghi bàn thắng đầu tiên tại Bundesliga trong chiến thắng 2–1 trước Mainz. Vào ngày 20 tháng 5 năm 2022, VfB Stuttgart đã mua đứt Itō với câu lạc bộ bằng một hợp đồng có thời hạn đến tháng 6 năm 2025.
Vào tháng 8 năm 2023, anh gia hạn hợp đồng với Stuttgart đến tháng 6 năm 2027. Trong mùa giải 2023–24, anh đóng vai trò quan trọng trong việc giúp Stutgart giành vị trí á quân và đủ điều kiện tham dự Champions League.

### Bayern Munich
Vào ngày 13 tháng 6 năm 2024, Itō đã ký hợp đồng 4 năm với câu lạc bộ Bayern Munich tại Bundesliga đến năm 2028 sau khi Bayern Munich đã kích hoạt điều khoản giải phóng hợp đồng trị giá 30 triệu euro của anh.

## Sự nghiệp quốc tế
Itō từng thi đấu cho các đội trẻ của Nhật Bản, bao gồm đội U-23 trong Giải vô địch bóng đá U-23 châu Á 2018, đội U-19 trong Giải vô địch bóng đá U-19 châu Á 2018 và đội U-20 trong Giải vô địch bóng đá U-20 thế giới 2019.
Itō ra mắt đội tuyển quốc gia Nhật Bản trong trận chiến thắng giao hữu 4–1 trước Paraguay vào ngày 2 tháng 6 năm 2022. Vào ngày 1 tháng 11, anh được chọn vào đội hình 26 người để tham dự Giải vô địch bóng đá thế giới 2022 tại Qatar.
Anh ghi bàn thắng đầu tiên cho Nhật Bản trong trận gặp Peru vào ngày 20 tháng 6 năm 2023 tại Kirin Cup Soccer. Vào ngày 1 tháng 1 năm 2024, anh được triệu tập để tham dự Cúp bóng đá châu Á 2023.

## Thống kê sự nghiệp

### Câu lạc bộ
Tính đến 18 tháng 5 năm 2024
| Câu lạc bộ            | Mùa giải            | Giải đấu            | Giải đấu | Giải đấu | Cúp quốc gia | Cúp quốc gia | Cúp Liên đoàn | Cúp Liên đoàn | Châu lục | Châu lục | Khác | Khác | Tổng cộng | Tổng cộng |
| Câu lạc bộ            | Mùa giải            | Hạng đấu            | Trận     | Bàn      | Trận         | Bàn          | Trận          | Bàn           | Trận     | Bàn      | Trận | Bàn  | Trận      | Bàn       |
| --------------------- | ------------------- | ------------------- | -------- | -------- | ------------ | ------------ | ------------- | ------------- | -------- | -------- | ---- | ---- | --------- | --------- |
| Júbilo Iwata          | 2018                | J1 League           | 1        | 0        | 1            | 0            | 4             | 0             | —        | —        | —    | —    | 6         | 0         |
| Júbilo Iwata          | 2020                | J2 League           | 37       | 2        | 0            | 0            | 0             | 0             | —        | —        | —    | —    | 37        | 2         |
| Júbilo Iwata          | 2021                | J2 League           | 20       | 2        | 0            | 0            | 0             | 0             | —        | —        | —    | —    | 20        | 2         |
| Júbilo Iwata          | Tổng cộng           | Tổng cộng           | 58       | 4        | 1            | 0            | 4             | 0             | —        | —        | —    | —    | 63        | 0         |
| Nagoya Grampus (mượn) | 2019                | J1 League           | 2        | 0        | 1            | 0            | 6             | 0             | —        | —        | —    | —    | 9         | 0         |
| VfB Stuttgart (mượn)  | 2021–22             | Bundesliga          | 29       | 1        | 2            | 0            | —             | —             | —        | —        | —    | —    | 31        | 1         |
| VfB Stuttgart         | 2022–23             | Bundesliga          | 30       | 1        | 5            | 0            | —             | —             | —        | —        | 2    | 0    | 37        | 1         |
| VfB Stuttgart         | 2023–24             | Bundesliga          | 26       | 0        | 3            | 0            | —             | —             | —        | —        | —    | —    | 29        | 0         |
| VfB Stuttgart         | Tổng cộng           | Tổng cộng           | 85       | 2        | 10           | 0            | —             | —             | —        | —        | 2    | 0    | 97        | 2         |
| Bayern Munich         | 2024–25             | Bundesliga          | 0        | 0        | 0            | 0            | —             | —             | 0        | 0        | 0    | 0    | 0         | 0         |
| Tổng cộng sự nghiệp   | Tổng cộng sự nghiệp | Tổng cộng sự nghiệp | 145      | 6        | 12           | 0            | 10            | 0             | 0        | 0        | 2    | 0    | 169       | 6         |

1. ↑  Bao gồm Emperor's Cup và DFB-Pokal
2. ↑  Bao gồm J.League Cup
3. ↑  Ra sân tại Play-off thăng hạng và xuống hạng Bundesliga

### Quốc tế
Tính đến 11 tháng 6 năm 2024
| Đội tuyển quốc gia | Năm       | Trận | Bàn |
| ------------------ | --------- | ---- | --- |
| Nhật Bản           | 2022      | 7    | 0   |
| Nhật Bản           | 2023      | 6    | 1   |
| Nhật Bản           | 2024      | 6    | 0   |
| Tổng cộng          | Tổng cộng | 19   | 1   |

Tỷ số và kết quả liệt kê bàn thắng của Nhật Bản được để trước, cột tỷ số cho biết tỷ số sau mỗi bàn thắng của Itō Hiroki.
| # | Ngày                | Địa điểm                                      | Đối thủ | Bàn thắng | Kết quả | Giải đấu                 |
| - | ------------------- | --------------------------------------------- | ------- | --------- | ------- | ------------------------ |
| 1 | 20 tháng 6 năm 2023 | Sân vận động Panasonic Suita, Suita, Nhật Bản | Perú    | 1–0       | 4–1     | Kirin Challenge Cup 2023 |

## Danh hiệu
Bayern Munich
- Bundesliga: 2024–25[15]
- Franz Beckenbauer Supercup: 2025[16]